# 七层楼酒店
七层楼酒店（英語：The New 7th Storey Hotel），是新加坡一家已拆除的经济型酒店，曾经位于新加坡市中心的梧槽路。

## 历史
七层楼酒店成立于1953年。酒店的创始人Wee Thiam Siew在1950年代初期发现了在其址上开展酒店业务的潜力。Wee Thiam Siew还拥有 Ban Leong 集团。当时，大量移民和欧洲商人涌入新加坡。
这座原先的五星级酒店曾盛极一时，是美芝路地区当时最高的立式建筑。尼浩大道在七、八十年代填土之前，住客可以眺望海景，所以酒店相当受到旅客的欢迎。酒店当时常常作为被司机用以作定位梧槽地区的地标。随着城市化的进程，酒店附近的店屋、华族庙宇和夜市均被拆除。1990年代，新达城等新建于滨海中心的摩天大楼遮蔽了酒店曾经享有的海景。
在1950和1960年代，该建筑的顶层是战后英国军官举办恰恰派对的场地，新加坡资深歌手潘秀琼曾为其增光添彩。1965年新加坡独立后，酒店的大部分客人都是来自印度和印度尼西亚的商人。自1997年亚洲金融风暴以来，入住酒店客房的商人越来越少。截至酒店拆除前，其大多数客人都是来自欧洲和北美的背包客。
Wee Thiam Siew和他的家人经营这家酒店大约十年，然后才落入他人之手。1995年，Wee Thiam Siew家族收回了酒店的所有权，并由Wee Thiam Siew家族的第三代经营至2008年底。由于靠近武吉士街和乌节路等购物带，以及位于附近博物馆规划区的国家古迹等历史地标，该酒店继续受到游客的欢迎。

## 设施
“七层楼”酒店实际上有九层楼高。它有38间客房，适合背包客和散客。设施包括一家名为“7th Storey Hainan Kitchen Charcoal Steamboat”的餐厅、自助洗衣服务、互联网站和一个啤酒花园。
酒店的历史通过它的建筑和家具可反映出来，其中许多都是直到拆除仍在使用的文物。其特点包括人工操作的电梯、古董保险箱及设于酒店外部的螺旋楼梯。

## 倾斜
酒店因其倾斜的建筑经常被比作比萨斜塔。酒店坐落在一个筏式基础上，土壤下面是厚厚的海洋粘土。在这种土壤条件下建立在地基上的建筑物可能会产生一定量的沉降，差异沉降导致了该建筑物的倾斜。然而，酒店被证实结构合理结实。

## 拆除
2008年6月26日，酒店被宣布将被拆除，以便为新加坡地铁市区线的新武吉士地铁站腾出位置。酒店的业主和住户被令在2008年12月底之前搬出该处所。酒店于2009年被拆除。